# Love Me Right (canción)
«Love Me Right» es un sencillo digital de la boyband surcoreana EXO. El sencillo fue lanzado en una versión Coreana y Mandarín el 3 de junio de 2015 por S.M. Entertainment. «Love Me Right» es el sencillo principal de la reedición de Exodus titulada de la misma forma que el sencillo.
La canción de ubicó en el segundo lugar de Gaon Chart. La versión en coreano logró vender 808.257 copias (hasta diciembre de 2015) y la versión en mandarín vendió 66.107 copias (hasta junio de 2015).

## Sencillo japonés
La canción fue regrabada en japonés y se publicó el 4 de noviembre de 2015 re-titulada como «Love Me Right ~romantic universe~.»
Esta versión se posicionó en el número uno en la lista de Oricon y permaneció allí durante 23 semanas, la canción vendió 195.622 copias. El sencillo fue lanzado en trece versiones: un CD de edición limitada + DVD, nueve versiones de la edición limitada del CD (cada uno con un miembro diferente de la banda), así como una edición limitada del CD + DVD EXO-L JAPAN.
El sencillo logró conseguir un disco de platino.

### Lista de canciones
| CD          |                                                  |          |
| N.º         | Título                                           | Duración |
| 1.          | «Love Me Right ~romantic universe~»              | 3:25     |
| 2.          | «Drop That»                                      | 3:44     |
| 3.          | «Love Me Right ~romantic universe~ -Less Vocal-» |          |
| 4.          | «Drop That -Less Vocal-»                         |          |
| CD+DVD      |                                                  |          |
| N.º         | Título                                           | Duración |
| 1.          | «Love Me Right ~romantic universe~» videoclip    | 2:28     |
| 2.          | «Off-Shot Movie» (Edición limitada)              |          |
| EXO-L JAPAN |                                                  |          |
| N.º         | Título                                           | Duración |
| 1.          | «EXO-L-JAPAN FANCLUB EVENT 2015 EXO CHANNEL»     |          |

## Gráficos
Versión coreana
| Gráfico                           | Posición |
| --------------------------------- | -------- |
| Gaon Weekly Digital Chart         | 1        |
| Gaon Monthly Digital Chart        | 2        |
| Gaon Yearly Digital Chart         | 37       |
| Gaon Weekly Download Chart        | 3        |
| Gaon Monthly Download Chart       | 4        |
| Gaon Yearly Download Chart        | 60       |
| Gaon Streaming Chart              | 1        |
| Gaon Weekly BGM Chart             | 2        |
| Gaon Weekly Mobile Ringtone Chart | 12       |
| Billboard Japan Hot 100           | 33       |

Versión china
| Gráfico                     | Posición |
| --------------------------- | -------- |
| Gaon Weekly Digital Chart   | 3        |
| Gaon Monthly Digital Chart  | 6        |
| Gaon Yearly Digital Chart   | 94       |
| Gaon Weekly Download Chart  | 2        |
| Gaon Monthly Download Chart | 6        |
| Gaon Streaming Chart        | 6        |
| Baidu Weekly Music Chart    | 3        |

Versión japonesa
| Gráfico                     | Posición |
| --------------------------- | -------- |
| Oricon Daily Singles Chart  | 1        |
| Oricon Weekly Singles Chart | 1        |
| Billboard Japan Hot 100     | 1        |